# Вильжюифский список
Вильжюи́фский список (англ. Villejuif leaflet, фр. Tract de Villejuif ) — документ неизвестного авторства, содержащий перечень пищевых добавок с кодом Е, разделенных по их опасности для здоровья человека. Является примером научной ошибки или мистификации (научный миф). Некоторые добавки, запрещенные к применению во Франции, были отнесены авторами списка к безопасным, в то время как ряд безвредных веществ были обозначены как канцерогены. В частности, самой опасной добавкой была названа лимонная кислота (E330). Информация, содержащаяся в списке, вызвала массовую панику в Европе в конце 1970-х и 1980-х годах. 
Своим названием список обязан медицинскому институту в Вильжюифе (пригороде Парижа), на исследования которого ссылались авторы документа.

## История
Впервые машинописные экземпляры списка появились во Франции в феврале 1976 года. Вскоре самодельные копии распространились по всей Франции, переводы его попали в Германию, Италию, Великобританию, на Ближний Восток и в Африку. Несмотря на неоднократные заявления руководства Института Гюстава Русси в Вильжюифе о непричастности к созданию списка, копии списка продолжали появляться даже спустя 10 лет. Список неоднократно перепечатывался прессой без проверки надежности источника. В 1984 году была опубликована научно-популярная книга о раке, в которой также был приведён данный список. Авторы первоначального машинописного варианта списка остаются неизвестными по сей день.